# Marquette (Michigan)
Marquette er en amerikansk by og admistrativt centrum i det amerikanske county Marquette County i staten Michigan. Byen har et indbyggertal på 20.629 (2020) indbyggere.